# Madalagere, Channarayapatna
Madalagere là một làng thuộc tehsil Channarayapatna, huyện Hassan, bang Karnataka, Ấn Độ.